# Ураган Сенди
Ураган Сенди је касносезонски тропски циклон који је погодио подручје Кариба и Северне Америке у периоду између 21. и 31. октобра 2012. године. Достигао је категорију 2 са највећом брзином од 175 km/h. Најнижи притисак износио је 940 mbar.
Последице урагана су око 185 настрадалих и око 20 несталих особа са укупном материјалном штетом процењеном на приближно 50 милијарди долара. Ураган Сенди погодио је територије Јамајке, Кубе, Хаитија, затим Бахама, источне обале Сједињених Држава и Канаде.

## Галерија
- Поплава на Мехнетну
- Сателитски снимак урагана изнад Кариба
- Менхетн без струје